# آنا أريكسون
آنا أريكسون (بالفنلندية: Anna Eriksson)‏ هي مغنية فنلندية، ولدت في 22 أبريل 1977.

## وصلات خارجية
- الموقع الرسمي
- آنا أريكسون على موقع IMDb (الإنجليزية)
- آنا أريكسون على موقع ميوزك برينز (الإنجليزية)
- آنا أريكسون على موقع أول ميوزيك (الإنجليزية)
- آنا أريكسون على موقع ديسكوغز (الإنجليزية)
- آنا أريكسون على موقع قاعدة بيانات الفيلم (الإنجليزية)